# Digital Hardcore Recordings
Digital Hardcore Recordings (DHR) ist ein Musiklabel, das 1994 von Alec Empire gegründet wurde. Das Startkapital bekam er als Abfindung seiner Band Atari Teenage Riot von dem gekündigten Plattenvertrag mit dem Majorlabel Phonogram. Bei DHR unter Vertrag sind Musiker und Bands aus der Electro-Szene. Das Label prägte Mitte der 1990er Jahre den gleichnamigen Musikstil Digital Hardcore.
Die Musik wurde anfangs vor allem in Berlin aufgenommen. Die Produktion und der Vertrieb liefen über das Büro in London. Als sich Ende der 1990er Jahre die Berliner Digital Hardcore Szene langsam auflöste, verlagerte sich die Arbeit des Labels mehr nach England und die USA. 1998 konnte Elektra Records als Vertriebspartner gewonnen werden und ein eigenes Büro in New York wurde eröffnet.
Es gab zwei Sub-Labels, die von Digital Hardcore Recordings ausgingen. Bei Geist Recordings erschienen Frühwerke von Alec Empire, die schon bei Mille Plateaux veröffentlicht waren. Fatal Recordings wurde vor allem von Hanin Elias betrieben, die Musikerinnen eine Möglichkeit geben wollte, sich auf dem männerdominierten Musikmarkt zu behaupten. Hanin gründete schließlich Fatal Recordings als eigenständiges Label und produzierte dort ihre Soloalben. Anfang 2006 löste sie Fatal Recordings jedoch wieder auf.
Digital Hardcore Recordings hat bisher über 100 Alben und Singles veröffentlicht.

## Musikgruppen
- 16-17
- Alec Empire
- Atari Teenage Riot
- Bass Terror Crew
- Bomb 20
- Carl Crack
- Christoph de Babalon
- Cobra Killer
- DJ 6666
- DJ Bleed
- DJ Moonraker
- DJ Mowgly
- EC8OR
- Fever
- Fidel Villeneuve
- GSG 909
- Hanin Elias
- Heartworm
- Lolita Storm
- Motormark
- Nic Endo
- Panic DHH
- Patric Catani
- Shizuo
- Sonic Subjunkies
- Tuareg Geeks